# Birgit Nössing

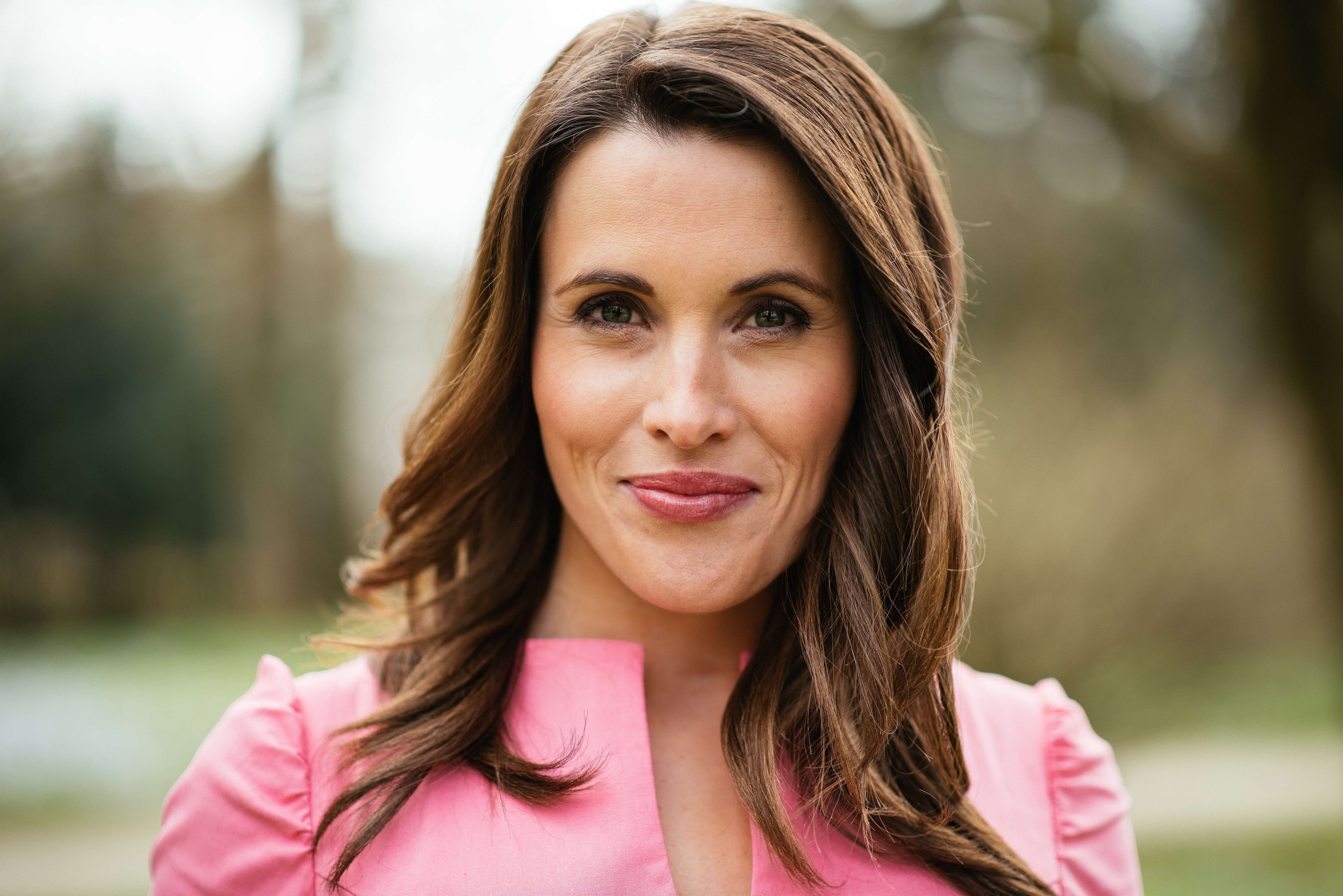
Birgit Nössing (2015)

Birgit Nössing (* 19. August 1982 in Bozen) ist eine italienische Journalistin und Moderatorin mit deutscher Muttersprache. Sie arbeitet für den Sportsender Eurosport und wohnt in München.

## Leben und Karriere
Nach dem Abschluss ihres Journalismus-Studiums an der Ludwig-Maximilians-Universität in München schrieb Birgit Nössing zunächst für die Südtiroler Tageszeitung Dolomiten und Welt am Sonntag.
Ihre Karriere als Fernsehjournalistin begann 2006 beim Nachrichtensender N24 in Berlin. Sie berichtete dort u. a. 2008 über die Präsidentschaftswahl in den Vereinigten Staaten in Washington, D.C. sowie im Februar 2010 über die Olympischen Winterspiele in Vancouver.
Ihren ersten Auftritt als Moderatorin hatte sie im August 2010 bei ProSieben Newstime. Von 2011 bis 2017 war sie Nachrichtenmoderatorin bei Sky Sport News HD. Dort produzierte sie außerdem Filme und Reportagen. In "Dreaming America" porträtiert Nössing eine Fußballmannschaft, die aus Geflüchteten besteht. Der Film veranschaulicht, wie Sport als Integrationsmittel eingesetzt werden kann. 
Im Oktober 2014 moderierte sie zusammen mit Ronald Rauhe die Preisverleihung Juniorsportler des Jahres für die Deutsche Sporthilfe in Potsdam. 
Seit 2017 arbeitet sie als Moderatorin u. a. für Eurosport und TLC Deutschland. Sie moderierte für beide Sender bei den Olympischen Winterspielen 2018 in Südkorea. Daneben ist sie in der Fußball-Bundesliga als Field-Reporterin sowie bei den Grand-Slam-Turnieren Australian Open, French Open und US Open als Moderatorin an der Seite von Boris Becker und Matthias Stach im Einsatz.
Nössing war von 1999 bis 2001 Skirennläuferin. Neben ihrer Muttersprache spricht sie fließend Italienisch und Englisch.